# Fritz Lang
Friedrich Christian Anton (Fritz) Lang (Wenen, 5 december 1890 – Beverly Hills, 2 augustus 1976) was een Oostenrijks filmregisseur, scenarioschrijver en filmproducent. Hij is vooral bekend om films als Metropolis (1927) en M (1931). Lang geldt naast Billy Wilder en Josef von Sternberg als een van de belangrijkste uitgewekenen die in de VS een carrière als cineast voort konden zetten.

## Loopbaan
Fritz Lang werd in 1890 geboren in het Wenen van de dubbelmonarchie. Als zoon van een Weense stadsbouwmeester volgde hij aanvankelijk cursussen bouwtechniek aan de Technische Hochschule. Na één semester staakte hij zijn studies om plastisch kunstenaar te worden. In zijn autobiografie definieert hij zichzelf als een visueel ingesteld persoon. Als voorbeelden golden Egon Schiele en Gustav Klimt. Na een aanvaring met zijn vader ontvluchtte hij het ouderlijk huis. Hij maakte vervolgens reizen door Afrika en Azië en kwam in die periode aan de kost met de verkoop van zelfgeschilderde prentbriefkaarten. Ten slotte belandde hij in Parijs bij de schildersschool Maurice Denis, waar hij tot 1914 modeltekenen studeerde.
Toen keerde hij terug naar Wenen voor de legerdienst. Na een jaar dienst werd hij ongeschikt verklaard voor verdere militaire dienst. Nadat hij zowel lichamelijk als geestelijk gewond was teruggekeerd, kwam hij bij de UFA-studio terecht. Tijdens de Spartacusopstand (1919) in Berlijn draaide hij als regisseur zijn eerste film Halbblut. Twee jaar later trouwde hij met Thea von Harbou. Van toen af schreef Lang al zijn scenario's in samenwerking met haar. Hij verwierf ook het Duitse staatsburgerschap. In deze periode maakte Lang kunstzinnige films als Der müde Tod en populaire thrillers als Die Spinnen en Dr. Mabuse, der Spieler. Lang werd hiermee in de jaren 20 in Duitsland een invloedrijk cineast.
De films Die Nibelungen met verwijzing naar de Germaanse mythologie en de beklemmende panoptische controle van Metropolis maakten diepe indruk bij de nazileiders. Lang moest echter niets hebben van de nazi-ideeën en nam in zijn film Das Testament des Dr. Mabuse (1933) antinazistatements op waarbij hij nazi-slogans in de mond legde van een ziekelijke misdadiger. Toen de nazi's aan de macht kwamen, werd Langs werk in de ban gedaan. Volgens Langs autobiografie had Hitler na het zien van Metropolis echter veel respect getoond voor Langs werk en bood hem via Joseph Goebbels aan hoofd te worden van de Duitse filmindustrie. Hitler zou beweerd hebben dat Lang de man er naar was om nationaalsocialistische films uit te brengen. Lang weigerde en ontvluchtte Duitsland zo vlug mogelijk na een tweeënhalf uur durend onderhoud met Goebbels. Volgens eigen zeggen had hij niet de tijd om zijn geld van de bank te halen en had hij net genoeg zakgeld om een treinticket naar Parijs te betalen. Zijn huwelijk met de scenariste Thea von Harbou, die lid was van de NSDAP en in Duitsland bleef, liep op de klippen. Lang vertrok volgens eigen zeggen haast zonder geld naar Parijs, waar hij met eveneens gevluchte Duitse vrienden de film Liliom draaide. De joodse afkomst van Langs moeder Paula Schlesinger speelde ook een rol bij Langs vlucht. 
Via Parijs belandde Lang uiteindelijk in Hollywood, waar de filmstudio MGM hem een contract aanbood. Dit had ook gevolgen voor zijn carrière: waar hij in Duitsland nog had kunnen doen wat hij wilde, moest Lang zich hier schikken naar de zeden van Hollywood. In 1936 regisseerde hij de film Fury, in de volgende 21 jaar gevolgd door 21 films. In de loop der tijd werd zijn wereldbeeld langzaam steeds pessimistischer en zijn stijl eenvoudiger.
Lang stond bekend als een eigenzinnig iemand met wie het moeilijk samenwerken was. Hierdoor en door zijn monocle die hij vaak droeg, kreeg hij een stereotiepe imago van een Duitse tiran en dictator. Een aantal malen werd zijn voorkomen en gedrag geparodieerd. Lang was zeer veeleisend naar zijn acteurs toe en kon scènes tientallen malen laten overspelen. Marlene Dietrich zou voor Lang later de bijnaam Sadist Inc. verzinnen. Een arbeidsconflict met de Nederlandse actrice Lien Deyers trok in 1928 veel aandacht van de media. 

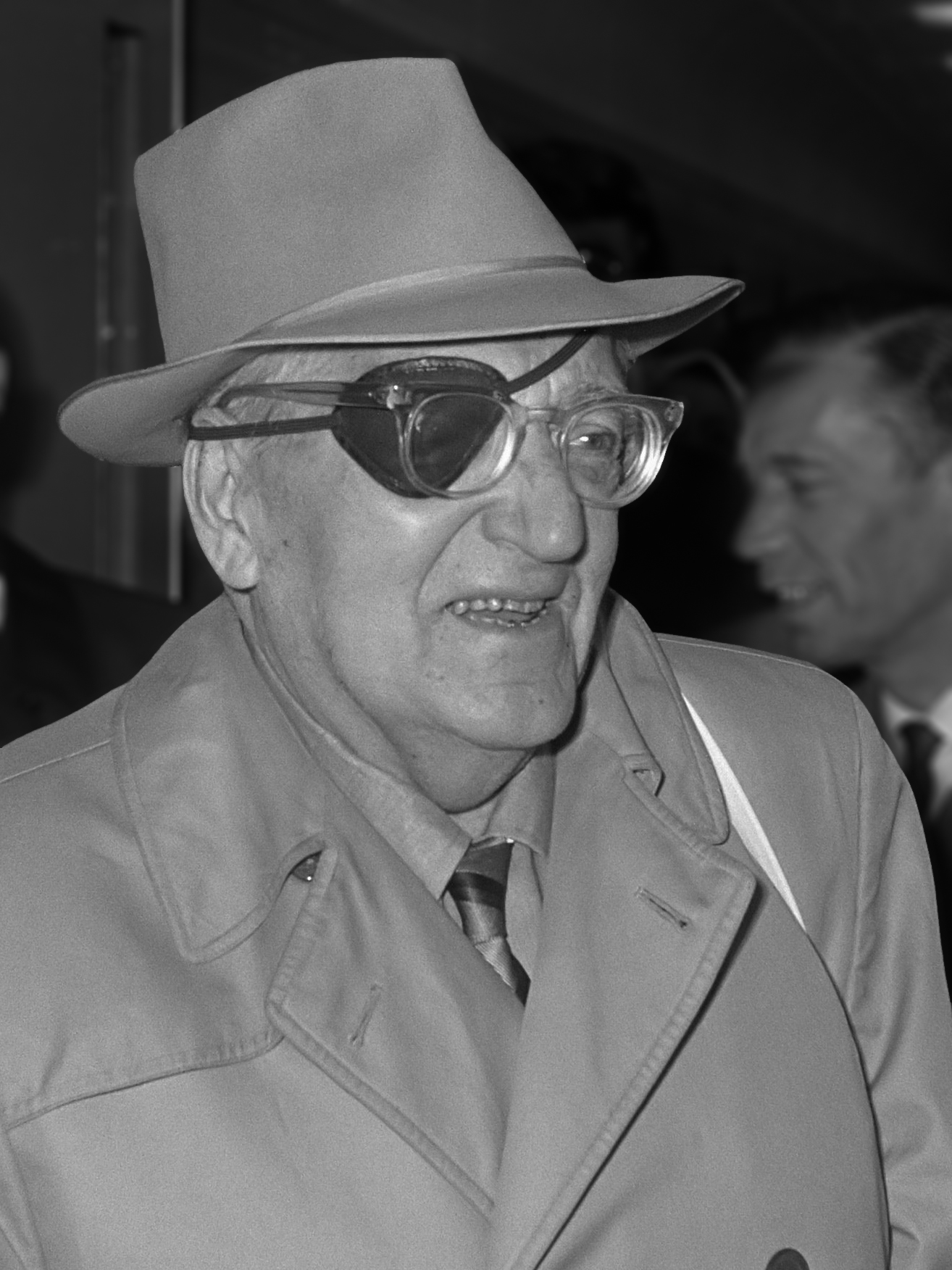
Fritz Lang (1969)

In de jaren vijftig keerde Lang terug naar Duitsland om zijn laatste films te maken. In 1960 maakte hij zijn laatste film: Die 1000 Augen des Dr. Mabuse. Nadat zijn gezichtsvermogen hem in de steek liet, keerde hij terug naar de Verenigde Staten. Hij stierf in 1976 en werd begraven in Los Angeles.
Hoewel Langs werk door sommigen als eenvoudig melodrama wordt gekarakteriseerd, kennen zijn films veel karakteristieken van de zogenaamde film noir met terugkerende thema's als psychologische conflicten, paranoia, het noodlot en morele dubbelzinnigheid. Zijn werk heeft andere regisseurs als Jacques Rivette en William Friedkin beïnvloed.

## Filmografie
- 1919: Halbblut
- 1919: Die Spinnen: Der goldene See
- 1919: Harakiri
- 1919: Der Herr der Liebe
- 1920: Die Spinnen: Das Brillantenschiff
- 1920: Das wandernde Bild
- 1921: Der müde Tod
- 1921: Vier um die Frau
- 1922: Dr. Mabuse, der Spieler
- 1924: Die Nibelungen: Siegfried
- 1924: Die Nibelungen: Kriemhilds Rache
- 1927: Metropolis
- 1928: Spione
- 1929: Frau im Mond
- 1931: M – Eine Stadt sucht einen Mörder
- 1933: Das Testament des Dr. Mabuse
- 1934: Liliom
- 1936: Fury
- 1937: You Only Live Once
- 1938: You and Me
- 1940: The Return of Frank James
- 1941: Western Union
- 1941: Man Hunt
- 1943: Hangmen Also Die!
- 1944: Ministry of Fear
- 1944: The Woman in the Window
- 1945: Scarlet Street
- 1946: Cloak and Dagger
- 1948: Secret Beyond the Door
- 1950: House by the River
- 1950: American Guerrilla in the Philippines
- 1952: Rancho Notorious
- 1952: Clash by Night
- 1953: The Blue Gardenia
- 1953: The Big Heat
- 1954: Human Desire
- 1955: Moonfleet
- 1956: While the City Sleeps
- 1957: Beyond a Reasonable Doubt
- 1959: Der Tiger von Eschnapur
- 1959: Das indische Grabmal
- 1960: Die 1000 Augen des Dr. Mabuse

- Bibsys: 8012682
- Biblioteca Nacional de Chile: 000043025
- Biblioteca Nacional de España: XX899425
- Bibliothèque nationale de France: cb12117839r (data)
- Catàleg d'autoritats de noms i títols de Catalunya: 981058526084206706
- CiNii: DA0643075X
- Gemeinsame Normdatei: 118569244
- International Standard Name Identifier: 0000 0001 2121 5105
- Library of Congress Control Number: n79043386
- Nationale Bibliotheek van Letland: 000217699
- MusicBrainz: f45e37cb-b112-456b-b09b-0e83c0cb3c41
- Bibliotheek van het Japanse parlement: 00514467
- Nationale Bibliotheek van Tsjechië: xx0040587
- Nationale bibliotheek van Australië: 35860887
- Nationale Bibliotheek van Israël: 987007264261405171
- Nationale Bibliotheek van Polen: a0000001180488
- Nationale en Universitaire bibliotheek Zagreb: 000015816
- Nederlandse Thesaurus van Auteursnamen: 070638551
- Réseau des bibliothèques de Suisse occidentale: 02-A016435308
- RKD-Nederlands Instituut voor Kunstgeschiedenis: 386991
- Istituto Centrale per il Catalogo Unico: UBOV115484
- LIBRIS: 242631
- SNAC: w68g8n3c
- Système universitaire de documentation: 028206002
- Trove: 1120269
- Union List of Artist Names: 500225320
- Virtual International Authority File: 14802583
- WorldCat: E39PBJdWPVpxY7tkCHKPDWpgKd

Halbblut (1919) · Die Spinnen: Der goldene See (1919) · Harakiri (1919) · Der Herr der Liebe (1919) · Die Spinnen: Das Brillantenschiff (1920) · Das wandernde Bild (1920) · Der müde Tod (1921) · Vier um die Frau (1921) · Dr. Mabuse, der Spieler (1922) · Die Nibelungen: Siegfried (1924) · Die Nibelungen: Kriemhilds Rache (1924) · Metropolis (1927) · Spione (1928) · Frau im Mond (1929) · M (1931) · Das Testament des Dr. Mabuse (1933) · Liliom (1934) · Fury (1936) · You Only Live Once (1937) · You and Me (1938) · The Return of Frank James (1940) · Western Union (1941) · Man Hunt (1941) · Hangmen Also Die! (1943) · Ministry of Fear (1944) · The Woman in the Window (1944) · Scarlet Street (1945) · Cloak and Dagger (1946) · Secret Beyond the Door (1948) · House by the River (1950) · American Guerrilla in the Philippines (1950) · Rancho Notorious (1952) · Clash by Night (1952) · The Blue Gardenia (1953) · The Big Heat (1953) · Human Desire (1954) · Moonfleet (1955) · While the City Sleeps (1956) · Beyond a Reasonable Doubt (1956) · Der Tiger von Eschnapur (1959) · Das indische Grabmal (1959) · Die 1000 Augen des Dr. Mabuse (1960)